# Rubus assamensis
Rubus assamensis es una especie de planta del género Rubus, perteneciente a la familia Rosaceae.

## Taxonomía
Rubus assamensis fue descrita por Wilhelm Olbers Focke en 1874.

## Distribución
Se encuentra en el territorio de Assam hasta el sur de China.